# اچ‌ام‌ان‌زداس واایکاتو (اف۵۵)

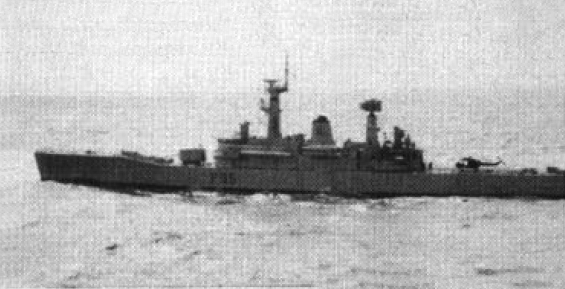
ناو نیوزلند زنداس واایکاتو (F55) در حدود سال 1972 در حال اجراست. وایکاتو در یک تمرین ضد زیردریایی در اقیانوس آرام با واحدهایی از ایالات متحده، کانادا، نیوزیلند و استرالیا شرکت می کرد.

اچ‌ام‌ان‌زداس واایکاتو (اف۵۵) (به انگلیسی: HMNZS Waikato (F55)) یک کشتی که طول آن ۳۷۲ فوت (۱۱۳ متر) بود و این کشتی در سال ۱۹۶۶ ساخته شد.